# The Monist
The Monist: An International Quarterly Journal of General Philosophical Inquiry is een Amerikaans vaktijdschrift over filosofische onderwerpen. Het werd voor het eerst gepubliceerd in 1890, waarmee het een van de langst gevestigde filosofische publicaties is. Er was een lange "pauze" tussen 1936 en 1962.
The Monist was het een van de eerste tijdschriften die het themaformat hanteerde, waarin slechts artikelen over één van tevoren vastgesteld onderwerp werden gepubliceerd.
Onder de redacteuren van het tijdschrift waren Paul Carus, van 1890 tot 1919; Mary Hegeler Carus van 1919 tot 1936; Eugene Freeman van 1962 tot 1983, John Hospers van 1983 tot 1991, en Barry Smith van 1991 tot het heden.